# Lara Croft: Tomb Raider
Pour les articles homonymes, voir Tomb Raider (homonymie).
Série Tomb Raider (2001)
Lara Croft : Tomb Raider, le berceau de la vie
(2003)
Pour plus de détails, voir Fiche technique et Distribution.
Lara Croft: Tomb Raider, ou Lara Croft : Tomb Raider, le film au Québec, est un film américano-britannico-germano-japonais réalisé par Simon West, sorti en 2001.
Le film est l'adaptation cinématographique de la série de jeux vidéo Tomb Raider, développée à l'époque par Core Design. C'est la première adaptation de la série au cinéma et le premier volet du diptyque qui met en vedette Angelina Jolie dans le rôle de l'archéologue Lara Croft.
Le film suit Lara Croft, une aventurière, qui hérite d'une mystérieuse horloge de son père, un grand archéologue. Celle-ci pourrait être l'horloge recherchée par une organisation secrète, les Illuminati, et contiendrait un artefact qui aurait le fabuleux pouvoir de contrôler le temps et l'espace.
Le film a reçu des critiques généralement négatives mais a connu un grand succès au box-office, devenant l'adaptation cinématographique d'un jeu vidéo ayant rapporté le plus d'argent aux États-Unis et en France. Il était aussi l'adaptation d'un jeu vidéo ayant rapporté le plus dans le monde jusqu'en 2016.
Il est suivi par un deuxième volet, Lara Croft : Tomb Raider, le berceau de la vie, réalisé par Jan de Bont et sorti en 2003.

## Synopsis
L'aventurière Lara Croft combat un robot dans une tombe égyptienne, qui s'est révélée être une arène d'entraînement dans son manoir familial, où elle vit avec son assistant technique Bryce et son majordome Hillary. À Venise, alors que la première phase d'un alignement planétaire commence, les Illuminati cherchent une clé pour rejoindre les moitiés d'un artefact mystérieux, "le Triangle", qui doit être achevée par la phase finale, l'éclipse solaire. Manfred Powell assure à l’assemblée que l'artefact est presque prêt, mais n'a aucune idée réelle de son emplacement.
Le père de Lara, Lord Richard Croft, disparu depuis longtemps et présumé mort, lui apparaît dans un rêve. Lara se réveille à cause d’un tic-tac mystérieux et trouve une étrange horloge cachée à l'intérieur du manoir. En route pour consulter un ami de son père, Wilson, Lara croise Alex West, un associé américain et un autre aventurier. Lara montre l'horloge à Wilson, et il la met en contact avec Powell. Lara montre à Powell des photos de l'horloge, qu'il prétend ne pas reconnaître.
Cette nuit-là, des commandos armés envahissent le manoir et volent l'horloge pour l'apporter à Powell. Le lendemain matin, Lara reçoit une lettre pré-écrite de la part de son père avant qu’il meurt, expliquant que l'horloge est la clé pour récupérer les moitiés du Triangle de la Lumière, un objet ancien ayant le pouvoir de contrôler le temps. Après que l'utilisation abusive de son pouvoir ait détruit une ville entière, le triangle a été séparé : une moitié était cachée dans une tombe à Angkor au Cambodge, et l'autre dans la ville en ruine située sur le plateau d'Ukok, en Sibérie. Son père lui demande de trouver et de détruire les deux pièces avant que les Illuminati ne puissent exploiter le pouvoir du Triangle.
Au Cambodge, Lara trouve Powell, qui a embauché West, et ses commandos déjà au temple. West résout une partie du puzzle du temple, et Powell se prépare à insérer l'horloge au moment de l'alignement. Lara, se rendant compte qu'ils ont fait une erreur, trouve le bon trou de serrure ; à quelques secondes de la fin, Lara persuade Powell de lui lancer l'horloge. Elle déverrouille le premier morceau du Triangle, et les statues du temple prennent vie et attaquent les intrus. West, Powell et ses hommes restants s'enfuient avec l'horloge, laissant Lara vaincre une énorme statue de gardien à six bras. Elle s'échappe avec la première pièce ; se rétablissant dans un monastère bouddhiste, elle organise une réunion avec Powell.
À Venise, Powell propose un partenariat pour trouver le Triangle, et informe Lara que son père était membre des Illuminati, et propose d'utiliser le pouvoir du Triangle pour le ressusciter ; bien que réticente à l’idée, elle accepte d'unir ses forces. Lara et Bryce voyagent avec Powell, West, et le chef des Illuminati en Sibérie. En entrant dans la tombe, ils découvrent un orrery géant, qui s'active à mesure que l'alignement approche de la fin. Lara récupère la deuxième moitié du Triangle, et Powell tue le chef des Illuminati pour restaurer le Triangle lui-même, mais les moitiés ne fusionneront pas. Réalisant que Lara connaît la solution, Powell tue West pour la persuader de compléter le Triangle pour qu’elle puisse restaurer la vie de West et de son père. Lara se conforme, mais s'empare du Triangle la première avant Powell.
Dans un "croisement" du temps, Lara fait face à son père, qui insiste pour qu’elle détruise le Triangle pour de bon plutôt que de lui sauver la vie. De retour à la tombe, Lara manipule le temps pour sauver West et poignarde Powell à la place puis elle détruit le Triangle. La tombe commence à s'effondrer, et tous s'enfuient, sauf le blessé Powell, qui révèle à Lara qu'il a assassiné son père. Après un combat à mains nues, elle tue Powell, récupérant la montre de poche de son père et s'échappant de la tombe.
De retour dans son manoir, Lara visite le mémorial de son père et découvre que Bryce a reprogrammé le robot, et Hillary lui présente ses pistolets, qu'elle prend avec un sourire.

## Fiche technique
Sauf indication contraire, les informations mentionnées dans cette section peuvent être confirmées par la base de données cinématographiques IMDb,  présente dans la section « Liens externes ».

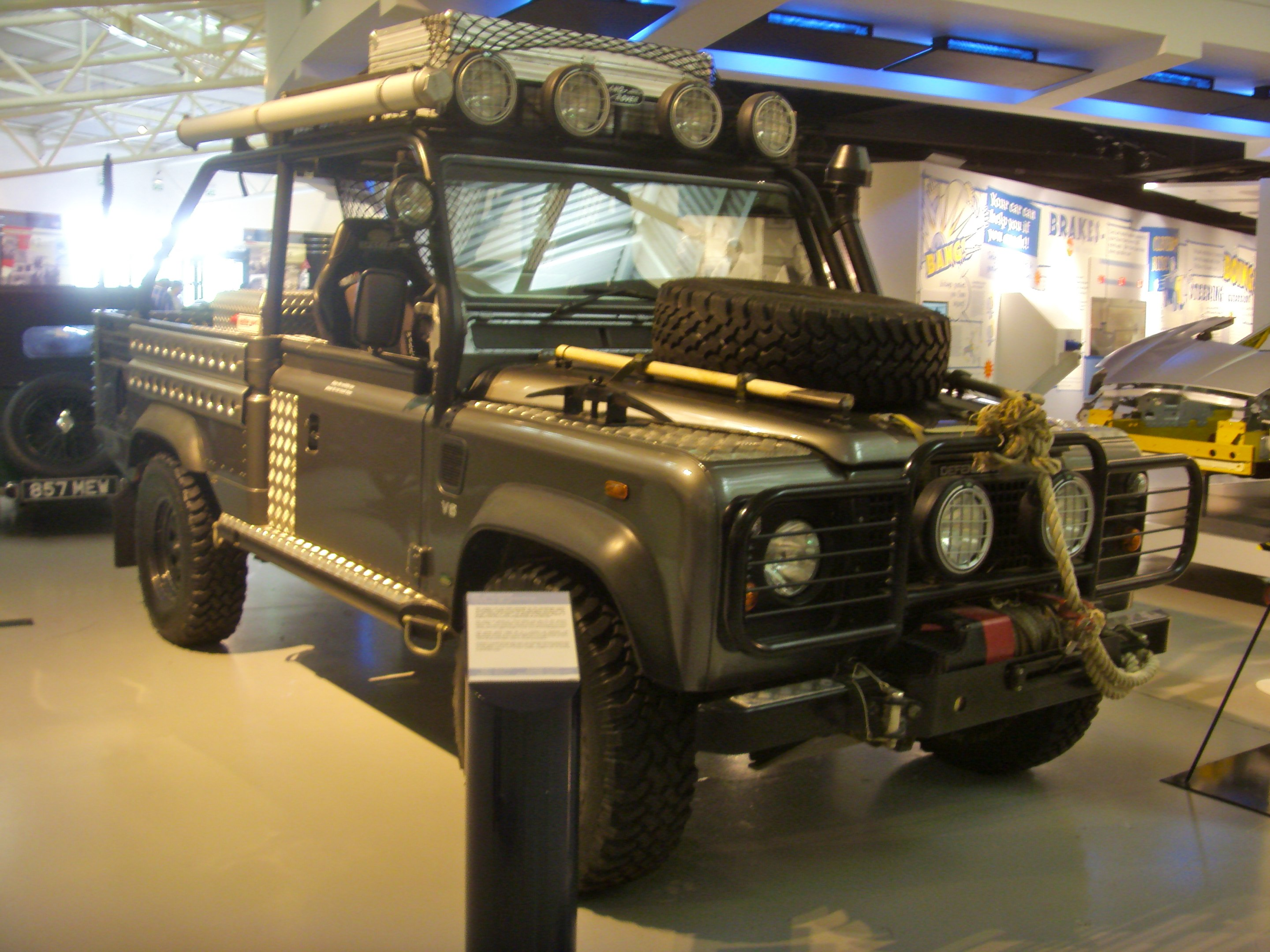
Dans le film, Lara Croft conduit un Land Rover Defender.

- Titre original et français : Lara Croft: Tomb Raider
- Titre québécois : Lara Croft: Tomb Raider, le film[3]
- Réalisation : Simon West, d'après la série de jeux vidéo Tomb Raider de Core Design
- Scénario : Patrick Massett et John Zinman, d'après une histoire de Mike Werb, Michael Colleary et Sara B. Cooper, adapté par Simon West
- Musique : Graeme Revell
- Directeur artistique : David Allday, John C. Hill, David Lee et Jim Morahan
- Décors : Kirk M. Petruccelli
- Costumes : Lindy Hemming
- Photographie : Peter Menzies Jr.
- Son : Gregg Landaker, Steve Maslow, Mario Lorenzo
- Montage : Glen Scantlebury, Mark Warner, Dallas Puett et Eric Strand
- Production : Lawrence Gordon, Lloyd Levin et Colin Wilson

Production déléguée : Stuart Baird et Jeremy Heath-Smith
Production associée : Michael Levy et Jib Polhemus
Coproduction : Chris Kenny et Bobby Klein
- Sociétés de production[4] :
  - États-Unis : Paramount Pictures, Mutual Film Company, Lawrence Gordon Productions et H2L Media Group
  - Royaume-Uni : BBC Film et Eidos Interactive
  - Japon : Marubeni Corporation et Toho-Towa
  - Allemagne : KFP Produktions GmbH & Co. KG et Tele München Fernseh Produktionsgesellschaft (TMG)
- Sociétés de distribution :
  - États-Unis, Canada : Paramount Pictures
  - Royaume-Uni, France : United International Pictures (UIP)
  - Allemagne : Concorde Filmverleih
  - Japon : Toho Company
  - Suisse : Ascot Elite [réf. souhaitée]
- Budget : 115 millions de $[5] (selon Box Office Mojo)
- Budget : 80 millions de $[6] (selon JP's Box-Office)
- Budget : 94 millions de $[7] (selon the-numbers.com)
- Pays d'origine :  États-Unis,  Royaume-Uni,  Japon,  Allemagne
- Langue originale : anglais
- Format[8] : couleur (DeLuxe) - 35 mm - 2,39:1 (Cinémascope) (super 35) - son DTS | Dolby | SDDS | Dolby Digital
- Genre : action, aventure, fantastique, thriller
- Durée : 100 minutes
- Dates de sortie[9] :
  - États-Unis, Québec[3] : 15 juin 2001
  - France, Belgique, Suisse romande[10] : 27 juin 2001
  - Allemagne : 28 juin 2001
  - Royaume-Uni : 6 juillet 2001
  - Japon : 6 octobre 2001
- Classification[11] :
  -  États-Unis : Accord parental recommandé, film déconseillé aux moins de 13 ans (PG-13 - Parents Strongly Cautioned)[Note 1].
  -  Royaume-Uni : Interdit aux moins de 12 ans (12 - Suitable for 12 years and over) (version censurée)[12].
  -  Royaume-Uni : Interdit aux moins de 15 ans (15 - Suitable only for 15 years and over) (version non censurée).
  -  Allemagne : Interdit aux moins de 12 ans (FSK 12).
  -  France : Tous publics (visa d'exploitation no 102970 délivré le 29 juin 2001)[13].

## Distribution
- Angelina Jolie (VF : Françoise Cadol ; VQ : Hélène Mondoux) : Lara Croft
  - Rachel Appleton (VQ : Rosine Chauveau-Chouinard) : Lara Croft, jeune
- Jon Voight (VF : Michel Ruhl et VQ : Jean-Marie Moncelet) : Lord Richard Croft
- Iain Glen (VF : Lionel Tua et VQ : James Hyndman) : Manfred Powell
- Daniel Craig (VF : Joël Zaffarano et VQ : Daniel Picard) : Alex West
- Noah Taylor (VF : Éric Métayer et VQ : François Godin) : Bryce, assistant technique de Lara
- Chris Barrie (VF : Philippe Catoire et VQ : Jacques Lavallée) : Hillary, le majordome officiant au manoir des Croft
- Julian Rhind-Tutt (VF : Guillaume Orsat et VQ : Philippe Martin) : Pimms
- Leslie Phillips (VF : Jean Lescot et VQ : Claude Préfontaine) : M. Wilson
- Richard Johnson (VF : William Sabatier) : Gentleman distingué
- Mark Collie : Larson
- Ozzie Yue (en) (VQ : Marc Bellier) : Vieux bouddhiste
- Sylvano Clarke (VF : Lucien Jean-Baptiste et VQ : Benoit Éthier) : Employé de UPS
- Henry Wyndham (VQ : Luis de Cespedes) : Encanteur de chez Boothby

Sources et légendes: Version française (VF) sur AlloDoublage Version québécoise (VQ) sur Doublage Québec

## Production

### Développement
Tomb Raider a passé en revue de nombreux brouillons et plusieurs scénaristes, ce qui a entraîné des retards de production. En 1998, Brent V. Friedman, qui avait co-écrit Mortal Kombat : Destruction finale, a écrit un scénario non produit de Tomb Raider. Le producteur et scénariste Steven E. de Souza, qui a écrit et réalisé le film Street Fighter de 1994, a écrit un premier brouillon du scénario en 1999, qui a été rejeté par Paramount. L'ébauche finale du scénario a été attribuée à cinq scénaristes, dont le réalisateur Simon West. West est revenu aux scénaristes originaux après avoir remplacé Stephen Herek en tant que réalisateur.

### Casting
L'annonce du film a généré une discussion importante sur qui serait choisi pour jouer Lara Croft. De nombreuses actrices (et non-actrices) seraient sur la liste restreinte, notamment la britannique Rhona Mitra (l'incarnation officielle du personnage pour la promotion de Tomb Raider 2), Jennifer Love Hewitt, Famke Janssen, Jennifer Lopez, Elizabeth Hurley, Ashley Judd, Sandra Bullock, Catherine Zeta-Jones, Diane Lane, Demi Moore et Denise Richards. Le rôle sera finalement attribué à Angelina Jolie. Elle n'est pas fan du personnage mais considère le rôle comme d'une « grande responsabilité ». L’actrice s'entraîne rigoureusement pour les scènes d'action qu'implique le rôle, se blessant parfois. Son entraînement se concentre sur la pratique des compétences physiques nécessaires pour réaliser les cascades du film. La difficulté de l'entraînement et les blessures la découragent à plusieurs reprises mais elle continue de travailler avec la production. Elle rencontre également des difficultés avec l'utilisation des pistolets, le saut à l'élastique et même sa propre tresse lors de ses déplacements. West n'avait pas anticipé le fait qu'Angelina Jolie fasse ses propres cascades et est surpris de ses performances, tout comme Simon Crane, coordinateur de cascades.
Le choix d’avoir Angelina Jolie dans le rôle de Lara Croft a été controversé parmi de nombreux fans de la série Tomb Raider, avec des plaintes concernant l'embauche d'une actrice américaine pour jouer un personnage britannique ; d'autres ont cité les tatouages de Jolie et la vie personnelle controversée bien médiatisée. Le réalisateur Simon West a rejeté ces préoccupations et a déclaré, en référence au penchant de Jolie pour le jeu sexuel du couteau, "c'était toujours Angelina. Je veux dire, Lara dort avec des couteaux et ne prend de la merde de personne. C'est Angelina jusqu'à un tee." Jolie portait un soutien-gorge rembourré pour augmenter la taille de son buste lorsqu'elle jouait Lara. 
Le film a marqué les débuts au cinéma de l'acteur de télévision Chris Barrie, connu pour son rôle d'Arnold Rimmer dans la série Red Dwarf. L'acteur anglais Daniel Craig adopte un accent américain pour le rôle d'Alex West tandis que Jolie prend un accent anglais. Jon Voight, le père d'Angelina Jolie, joue Richard Croft, le père de Lara dans le film. Ce film a permis à Jolie et Voight de se réconcilier après des années de conflit.

### Tournage
Le tournage a eu lieu du 30 juillet au 30 novembre 2000. Des parties du film ont été tournées sur place au temple Ta Prohm, situé à Angkor, dans la province de Siem Reap, au Cambodge. Le film a été le premier grand film à être tourné au Cambodge depuis Lord Jim en 1964, à la suite de l'occupation du pays par le régime des Khmers rouges. En plus du tournage sur place, la majorité de la production du film a également eu lieu dans les studios de Pinewood. Hatfield House dans le Hertfordshire a été utilisé comme la maison de Croft dans le film. 

### Post-production
La première version du montage dure 130 minutes, avant qu'il ne fasse l'objet de reprises quelque temps plus tard après la fin du tournage principal. West a été retiré du travail sur le film en post-production, mais il est retourné travailler sur les reprises. Le monteur Stuart Baird a été amené par Paramount pour rééditer le film. Baird s'est vu promettre le travail de réalisateur de Star Trek: Nemesis en échange de la réédition de la coupe originale de 130 minutes de ce film et de la coupe originale de 210 minutes pour Mission impossible 2.
En raison du fait que la post-production a pris plus de temps que prévu, certains effets majeurs ont été laissés inachevés au moment de la sortie du film en salles. Baird a réédité le film à 88 minutes. L'une des plus grandes coupures du film était de changer la musique originale. À l'origine, Nathan McCree a été engagé pour composer la musique, car il avait composé la musique des trois premiers jeux de Tomb Raider. Greg Hale Jones a commencé à travailler sur la partition avec Peter Afterman en novembre 2000, après la fin de la production, et Danny Elfman a composé le thème principal du film. Jones a déclaré plus tard qu'une fois que West a été renvoyé du film, sa partition et le thème d'Elfman ont été mis de côté. Michael Kamen a ensuite été embauché et a soumis des démos, et a composé une partition complète qui a été rejetée une fois que le film a été réédité par Baird. Graeme Revell a ensuite été amené et il a dû composer soixante minutes de musique en dix jours. Jerry Goldsmith a également été attaché pour marquer le film, mais il n'a pas pu en raison de problèmes de santé.
Malgré le fait qu'une grande partie du film a été coupée, seules quatre scènes supprimées, d'une durée totale de sept minutes, ont été incluses en tant que figurants sur les sorties DVD et Blu-Ray du film. Les bandes-annonces du film ont montré plus de scènes supprimées. En juillet 2001, Simon West a déclaré qu'il avait préparé une version alternative du film pour une sortie DVD qui comprendrait des scènes supprimées, mais cette version n'a jamais été publiée. Les scènes de nu d'Angelina Jolie ont également été coupées pour une cote PG-13.

## Accueil

### Accueil critique
Le film a reçu des critiques négatives, recueillant 20 % de critiques positives, avec une note moyenne de 3.9/10 sur la base de 158 critiques collectées sur le site agrégateur de critiques Rotten Tomatoes. Sur Metacritic, il obtient un score de 33/100 sur la base de 31 critiques collectées.
En France, le site Allociné propose une note moyenne de 2,6⁄5 à partir de l'interprétation de critiques provenant de 21 titres de presse.

### Box-office
| Pays ou région    | Box-office        | Date d'arrêt du box-office | Nombre de semaines |
| ----------------- | ----------------- | -------------------------- | ------------------ |
| France            | 2 503 362 entrées | 4 septembre 2001           | 10                 |
| États-Unis Canada | 131 168 070 $     | 20 septembre 2001          | 14                 |
| Mondial           | 274 703 340 $     | -                          | -                  |

Le film est un succès au box-office américain avec un peu plus de 131 millions de dollars récolté. C'est aussi un succès à l'étranger avec un peu plus de 143 millions de dollars.
En France, le film a fait 2 503 362 entrées, soit un peu plus de 11 millions de dollars récolté. En tout, le film a récolté plus de 274 millions de dollars.

## Distinctions
Entre 2001 et 2002, Lara Croft : Tomb Raider a été sélectionné 25 fois dans diverses catégories et a remporté 4 récompenses.

### Distinctions 2001
| Festivals de cinéma                         | Catégorie / Récompense                                                                    | Nommé(es) / Lauréat(es)        | Nommé(es) / Lauréat(es) |
| ------------------------------------------- | ----------------------------------------------------------------------------------------- | ------------------------------ | ----------------------- |
| The Stinkers Bad Movie Awards               | Pire scénario pour un film rapportant plus de 100 millions de dollars avec Hollywood Math | Patrick Massett et John Zinman | Nomination              |
| MTV Video Music Awards                      | Vidéo de l'année                                                                          | U2 (pour U2: Elevation)        | Nomination              |
| Prix Bogey (Bogey Awards)                   | Prix Bogey d’argent                                                                       | -                              | Lauréat                 |
| Prix du jeune public                        | Meilleur film dramatique / action aventure                                                | -                              | Nomination              |
| Prix du jeune public                        | Meilleure actrice                                                                         | Angelina Jolie                 | Nomination              |
| Prix du jeune public                        | Meilleure scène de combat                                                                 | Angelina Jolie et Iain Glen    | Nomination              |
| Prix du jeune public                        | Meilleur film de l'été                                                                    | -                              | Nomination              |
| Prix du jeune public                        | Meilleur méchant                                                                          | Iain Glen                      | Nomination              |
| Prix du jeune public                        | Meilleure crise de colère                                                                 | Angelina Jolie                 | Nomination              |
| Prix Exclusivité DVD (DVD Exclusive Awards) | Meilleures nouvelles fonctionnalités supplémentaires                                      | -                              | Nomination              |
| Prix Schmoes d'or (Golden Schmoes Awards)   | Pire film de l'année                                                                      | -                              | Nomination              |
| Prix Schmoes d'or (Golden Schmoes Awards)   | La plus grande déception de l'année                                                       | -                              | Nomination              |
| Prix Schmoes d'or (Golden Schmoes Awards)   | Meilleur S & C de l'année                                                                 | Angelina Jolie                 | Nomination              |

### Distinctions 2002
| Festivals de cinéma                                                           | Catégorie / Récompense                                                | Nommé(es) / Lauréat(es) | Nommé(es) / Lauréat(es) |
| ----------------------------------------------------------------------------- | --------------------------------------------------------------------- | --- | ----------------------- |
| Académie des films de science-fiction, fantastique et d'horreur - Prix Saturn | Meilleur film de science-fiction                                      | - | Nomination              |
| Académie des films de science-fiction, fantastique et d'horreur - Prix Saturn | Meilleure actrice                                                     | Angelina Jolie | Nomination              |
| Académie des films de science-fiction, fantastique et d'horreur - Prix Saturn | Meilleure édition spéciale DVD                                        | - | Nomination              |
| Éditeurs de sons de films                                                     | Meilleur montage sonore - Effects et bruitages, long métrage national | Alan Robert Murray, Steve Boeddeker, Bub Asman, Thomas W. Small, Ronald Eng, Doug Jackson, Michael Jonascu, Chuck Michael, David Grimaldi, Ed Callahan, Addison Teague, Charles Maynes, Andrea Gard, Kyrsten Mate, Frank E. Eulner, Nigel Mills, Robert Ireland, Scott Curtis et Matthew Harrison | Nomination              |
| MTV Movie Awards                                                              | Meilleure performance féminine                                        | Angelina Jolie | Nomination              |
| MTV Movie Awards                                                              | Meilleur combat                                                       | Angelina Jolie contre le robot | Nomination              |
| Prix BMI du cinéma et de la télévision                                        | Prix BMI de la meilleure musique de film                              | Graeme Revell | Lauréat                 |
| Prix du choix des enfants                                                     | Héros d'action féminine préférée                                      | Angelina Jolie | Nomination              |
| Prix Razzie                                                                   | Pire actrice                                                          | Angelina Jolie | Nomination              |
| Prix Yoga (Yoga Awards)                                                       | Pire film étranger                                                    | Simon West | Lauréat                 |
| Société Américaine des Compositeurs, Auteurs et Éditeurs de Musique           | Prix ASCAP des Chansons les plus jouées de films cinématographiques   | Missy Elliott et Timbaland (pour la chanson "Get Ur Freak On") | Lauréat                 |
| Taurus - Prix mondiaux des cascades                                           | Meilleure cascade par une femme cascadeuse.                           | Eunice Huthart | Nomination              |

## Autour du film
- Jon Voight, qui joue le père de Lara Croft dans le film, est réellement le père d'Angelina Jolie.
- Les films utilisent le nom de l’héroïne dans leurs titres. Dans les jeux vidéo, il n'y a que les jeux de la série dérivée Lara Croft qui utilisent le nom de l’héroïne dans leurs titres. Ceux de la série principale l'utilisent rarement et quand ils le font, ils l'utilisent seulement pour accompagner un sous-titre.
- Françoise Cadol, la doubleuse française d'Angelina Jolie dans le film, est également la doubleuse de Lara Croft dans les jeux du premier opus jusqu'à Tomb Raider: Underworld.
- La photographie de la mère de Lara dans le médaillon est celle de l'actrice Lynda Carter, connue principalement pour la série Wonder Woman[20].